# Haute-Garonne
Haute-Garonne (31; Occitaans: Nauta Garona) is een Frans departement, gelegen in de regio Occitanie, aan de Spaanse grens. De prefectuur is Toulouse.

## Geschiedenis
Het departement was een van de 83 departementen die werden gecreëerd tijdens de Franse Revolutie, op 4 maart 1790 door uitvoering van de wet van 22 december 1789, uitgaande van een deel van de provincie Languedoc.

## Geografie
Haute-Garonne wordt omringd door de departementen Tarn-et-Garonne, Tarn, Aude, Ariège, Hautes-Pyrénées en Gers. Er is ook een (korte) grens met Spanje (Val d'Aran, in de Spaanse provincie Lleida, Catalonië en met de provincie Huesca). Het departement behoort tot de regio Occitanie.
Het hoogste punt, de Pic Perdiguère (3222m), bevindt zich in het zuiden van het departement.
Haute-Garonne bestaat uit de drie arrondissementen:
- Muret
- Saint-Gaudens
- Toulouse

Haute-Garonne heeft 27 kantons:
- Kantons van Haute-Garonne

Haute-Garonne heeft 588 gemeenten:
- Lijst van gemeenten in het departement Haute-Garonne

## Demografie
De inwoners van Haute-Garonne heten Haut-Garonnais.

### Demografische evolutie sinds 1962
| Naam          | Index 1962 | Index 1968 | Index 1975 | Index 1982 | Index 1990 | Index 1999 | Index 2008 | Index 2019 |
| ------------- | ---------- | ---------- | ---------- | ---------- | ---------- | ---------- | ---------- | ---------- |
| Haute-Garonne | 100,0      | 116,2      | 130,7      | 138,7      | 155,7      | 176,0      | 204,7      | 235,3      |
| Frankrijk*    | 100,0      | 107,1      | 113,3      | 117,0      | 121,9      | 126,0      | 133,8      | 140,1      |

| Naam          | Inw./Km² 1962 | Inw./km² 1968 | Inw./km² 1975 | Inw./km² 1982 | Inw./km² 1990 | Inw./km² 1999 | Inw./km² 2008 | Inw./km² 2019 |
| ------------- | ------------- | ------------- | ------------- | ------------- | ------------- | ------------- | ------------- | ------------- |
| Haute-Garonne | 94,3          | 109,5         | 123,2         | 130,7         | 146,8         | 165,8         | 193,0         | 221,9         |
| Frankrijk*    | 84,2          | 90,1          | 95,4          | 98,5          | 102,7         | 106,1         | 112,7         | 119,7         |

Frankrijk* = exclusief overzeese gebieden
Bron: Recensement Populaire INSEE - 1962 tot 1999 population sans doubles comptes, nadien Population Municipale
Op 1 januari 2022 had Haute-Garonne 1.456.261 inwoners.

### De 10 grootste gemeenten in het departement
| Nr. | Gemeente              | Aantal inwoners (2022) |
| --- | --------------------- | ---------------------- |
| 1   | Toulouse              | 511.684                |
| 2   | Colomiers             | 40.916                 |
| 3   | Tournefeuille         | 29.724                 |
| 4   | Blagnac               | 27.314                 |
| 5   | Muret                 | 25.653                 |
| 6   | Plaisance-du-Touch    | 20.471                 |
| 7   | Cugnaux               | 20.239                 |
| 8   | Balma                 | 17.431                 |
| 9   | Castanet-Tolosan      | 15.264                 |
| 10  | Ramonville-Saint-Agne | 15.172                 |

## Afbeeldingen

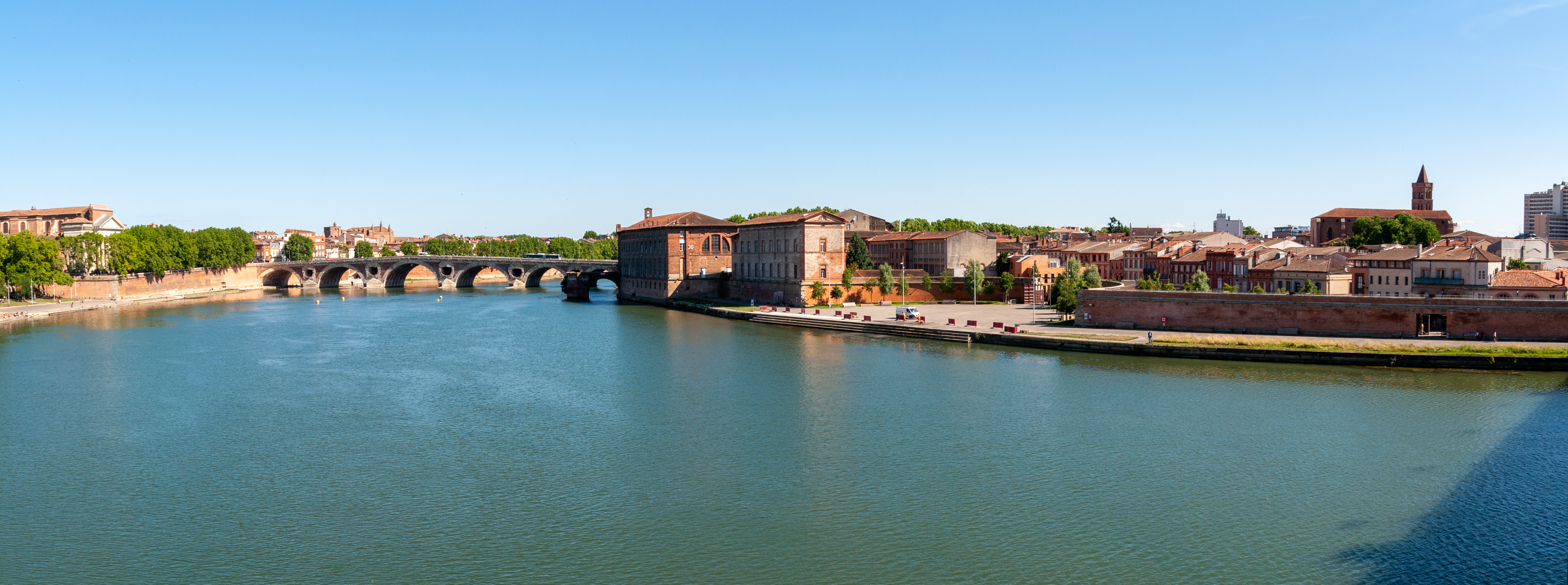
Toulouse
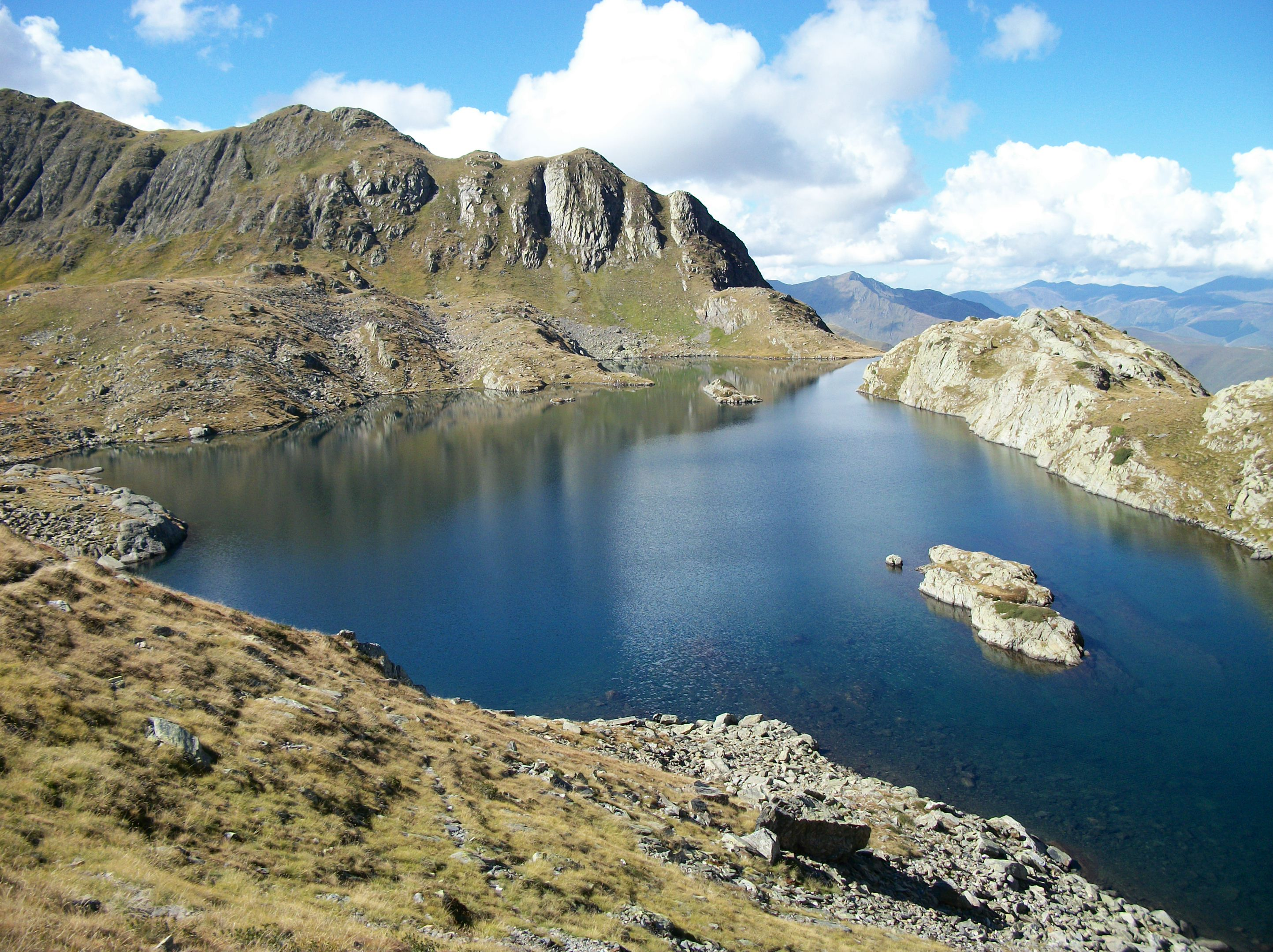
Lac de la Montagnette, bij Bagnères-de-Luchon
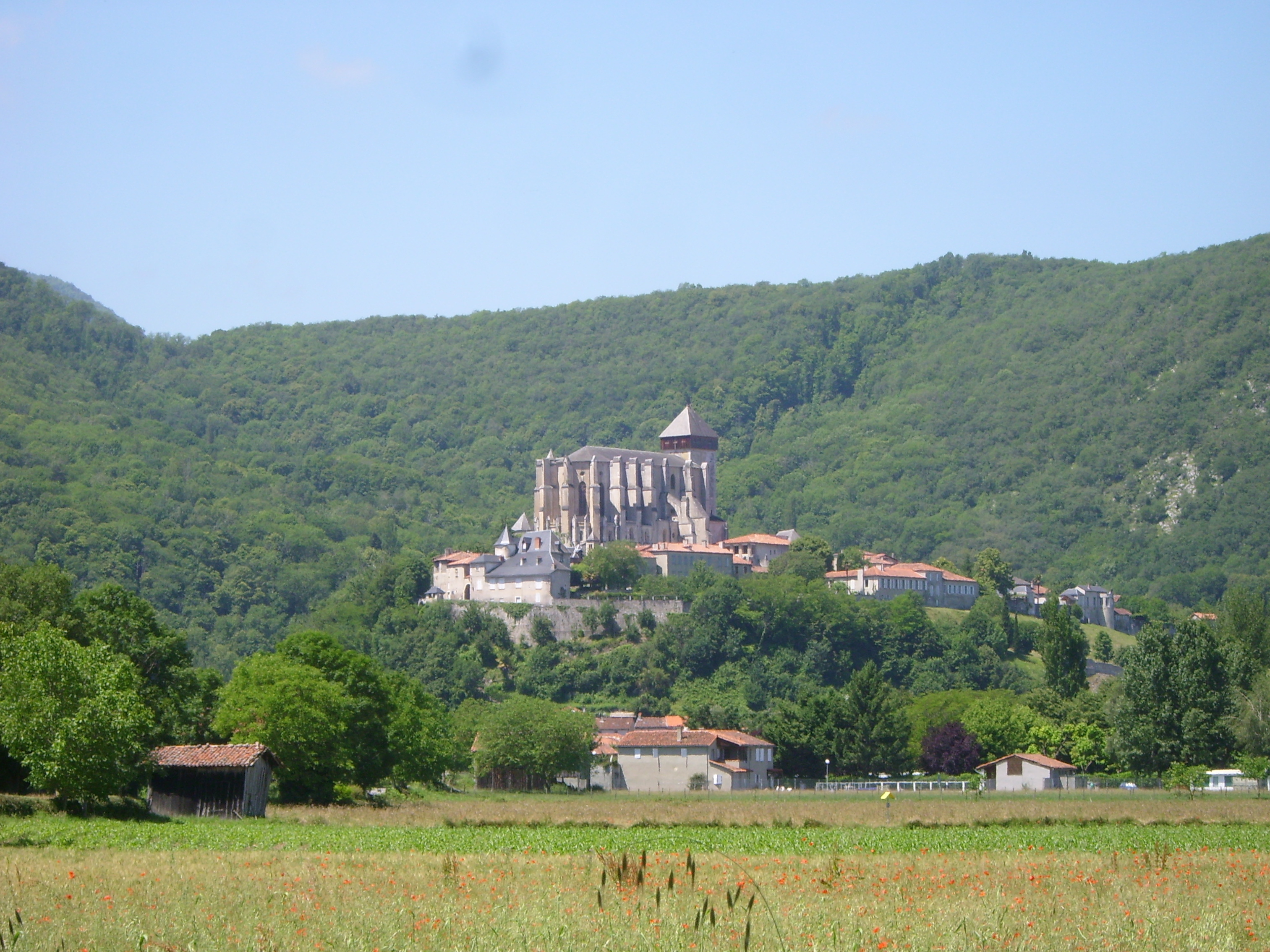
Saint-Bertrand-de-Comminges